# Zakat
La zakat (àrab: زَكَاة, zakāt) és un impost o donació legal estipulada per l'islam que es recapta amb finalitats de beneficència i de culte; cada musulmà ha de calcular anualment aquesta suma i donar-la a la gent més pobra de la seva comunitat, començant per la seva família (excepte els que ja són a la seva càrrega) i els seus veïns. Consisteix en un impost que grava els productes agrícoles, ramaders i del comerç, sense tenir en compte els béns immobles i es tracta del tercer dels cinc pilars de l'islam. La zakat suposa un percentatge de la riquesa de tota persona adulta.
L'Alcorà considera la zakat tant una obligació dels qui tenen riquesa: «Feu les ablucions obligatòries, les salauat. Compliu l'almoina, que purifica tots els diners. Les coses bones que aneu fent com un acompte per al futur vostre, les trobareu guardades per Déu. Déu veu molt bé el que esteu fent!»[2:110 (traduït per Míkel de Epalza)], així com un dret de les persones necessitades per «a aquells qui en dediquen, dels seus diners, una part fixa, per al captaire que res no té»[70:24–25 (Míkel de Epalza)].
Històricament, als països musulmans, era l'Estat qui recaptava la zakat i qui la redistribuïa. Els no-musulmans dhimmís (la «gent del llibre», jueus i cristians) havien de pagar llavors un altre impost anomenat jizya, una taxa per capita variable imposada a totes les comunitats sotmeses a canvi de poder mantenir llur dret de culte i d'exempció de combatre per als musulmans. Modernament aquesta única legislació tributària canònica ha estat substituïda per altres de tipus occidental, bé que molts fidels continuen practicant-la.